# 庫米爾庫查山
19°48′S 65°39′W / 19.800°S 65.650°W
庫米爾庫查山（Mount Q'umir Qucha），是玻利維亞的山峰，位於該國南部波托西省，處於波托西東南面，屬於安第斯山脈中波托西山脈的一部分，海拔高度5,020米。